# 民航空運公司
民航空運公司，簡稱民航公司、，是中華民國一家已結束營業的航空公司，也是第一家以臺灣為基地的民用航空業者。

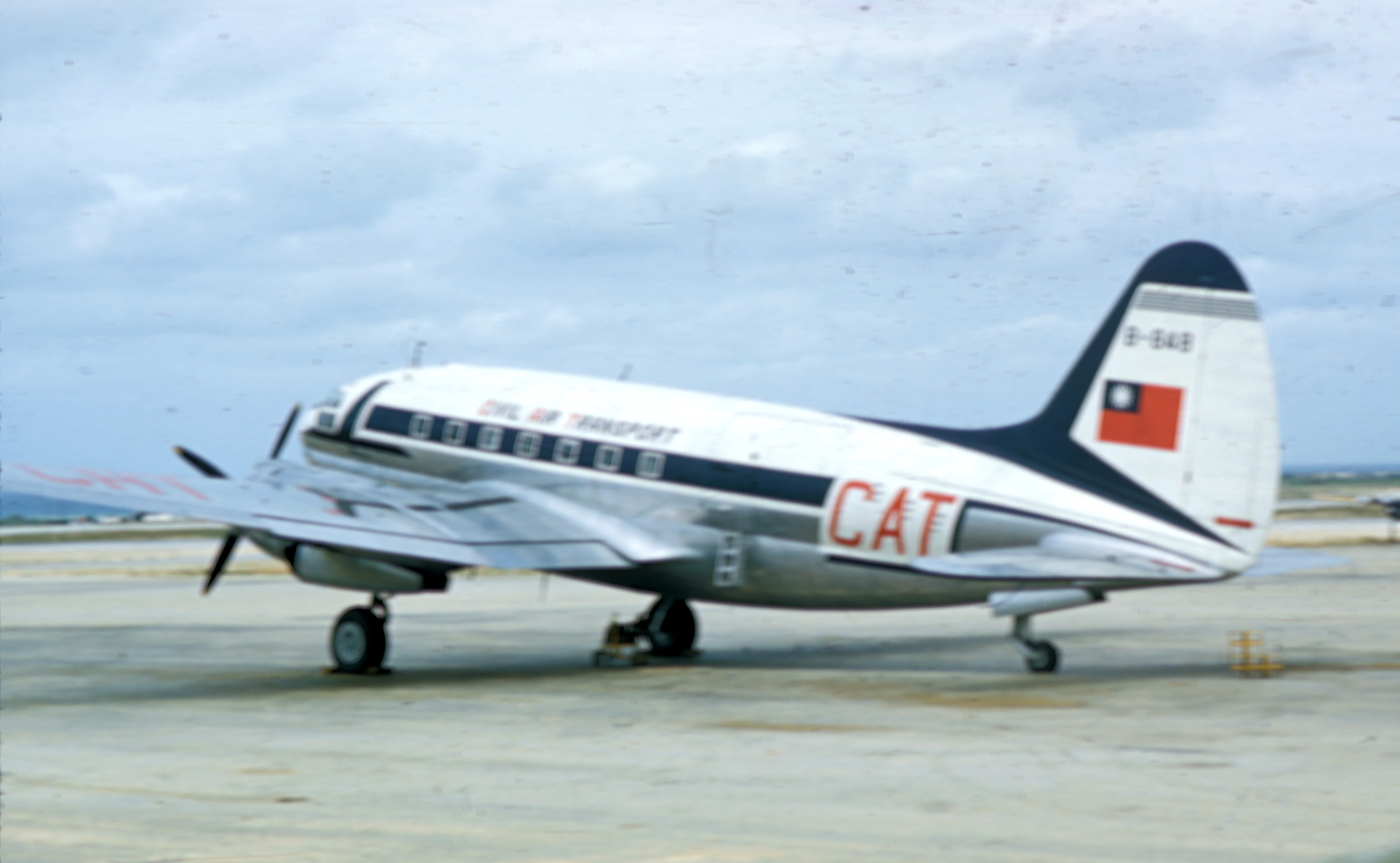
C-46

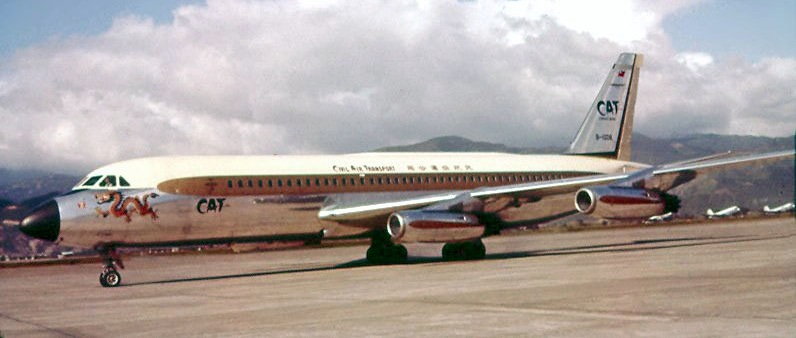
Convair 880

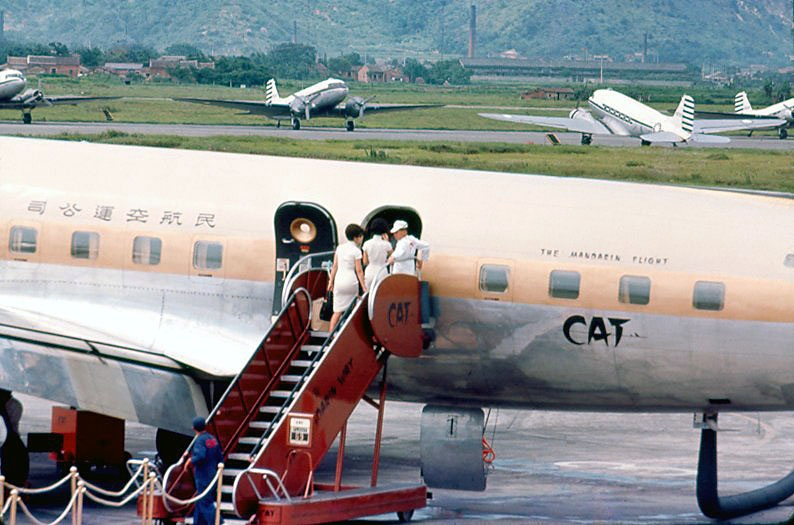
1966年一架停靠在台北松山機場的民航空運公司班機

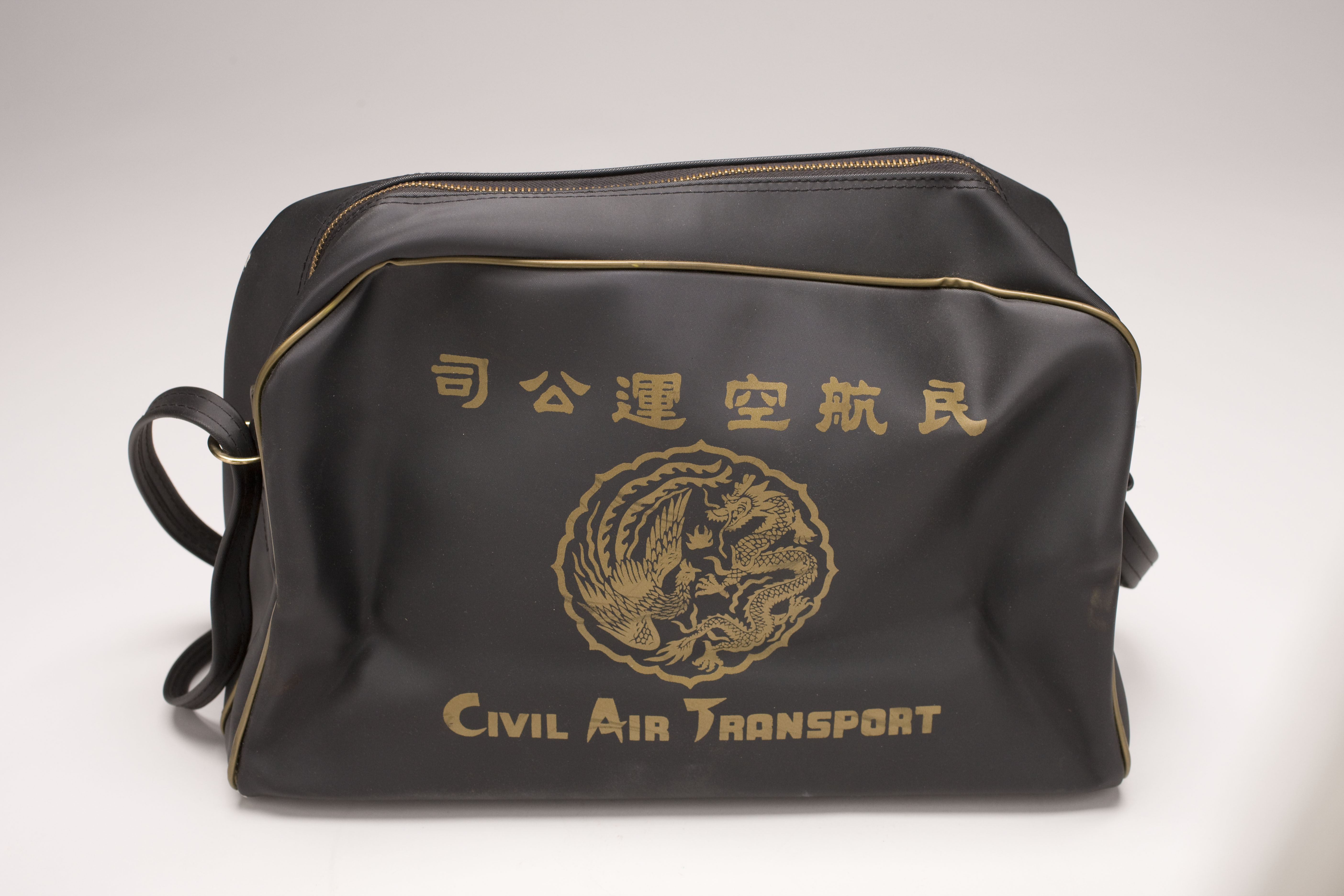
機上洗漱包

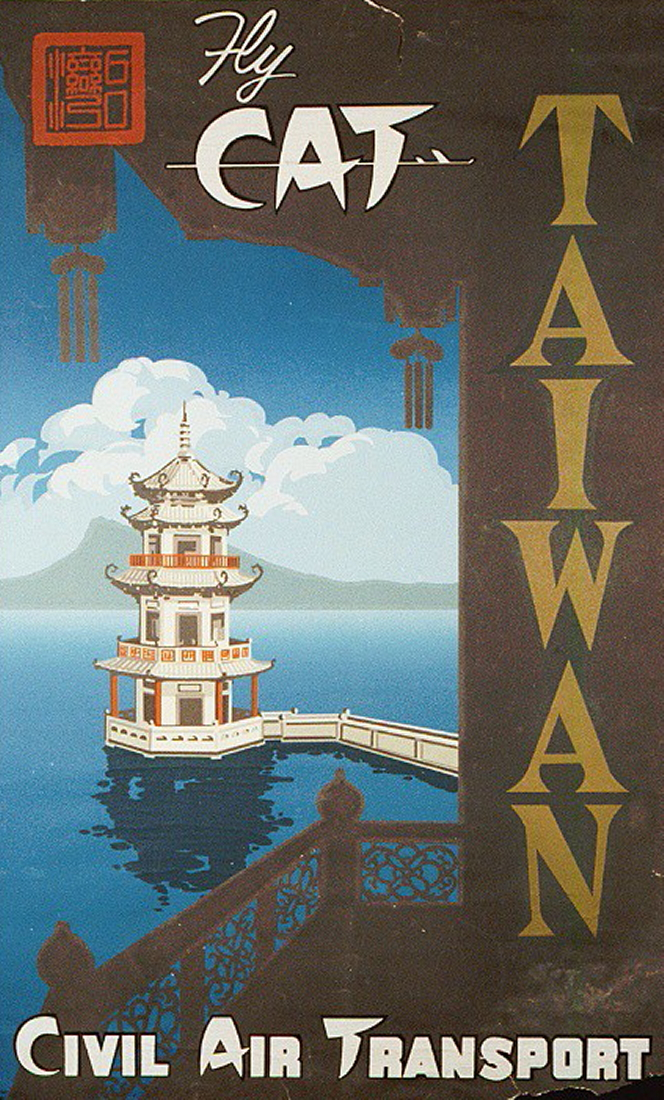
60年代海報廣告(高雄蓮池潭春秋閣)

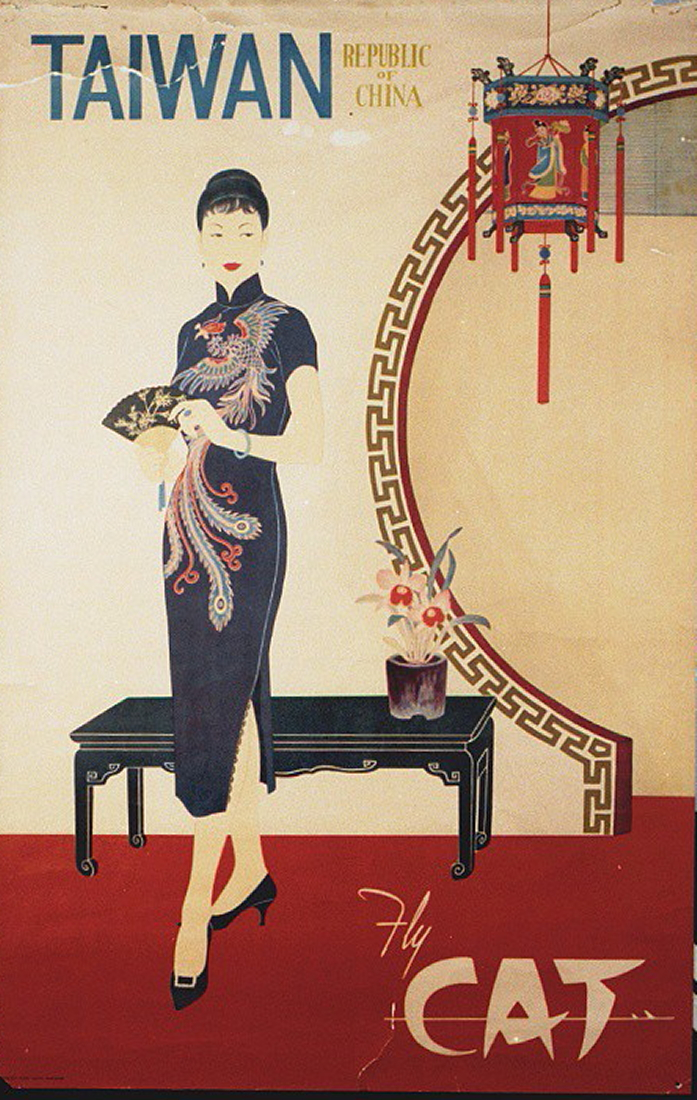
60年代海報廣告仕女圖

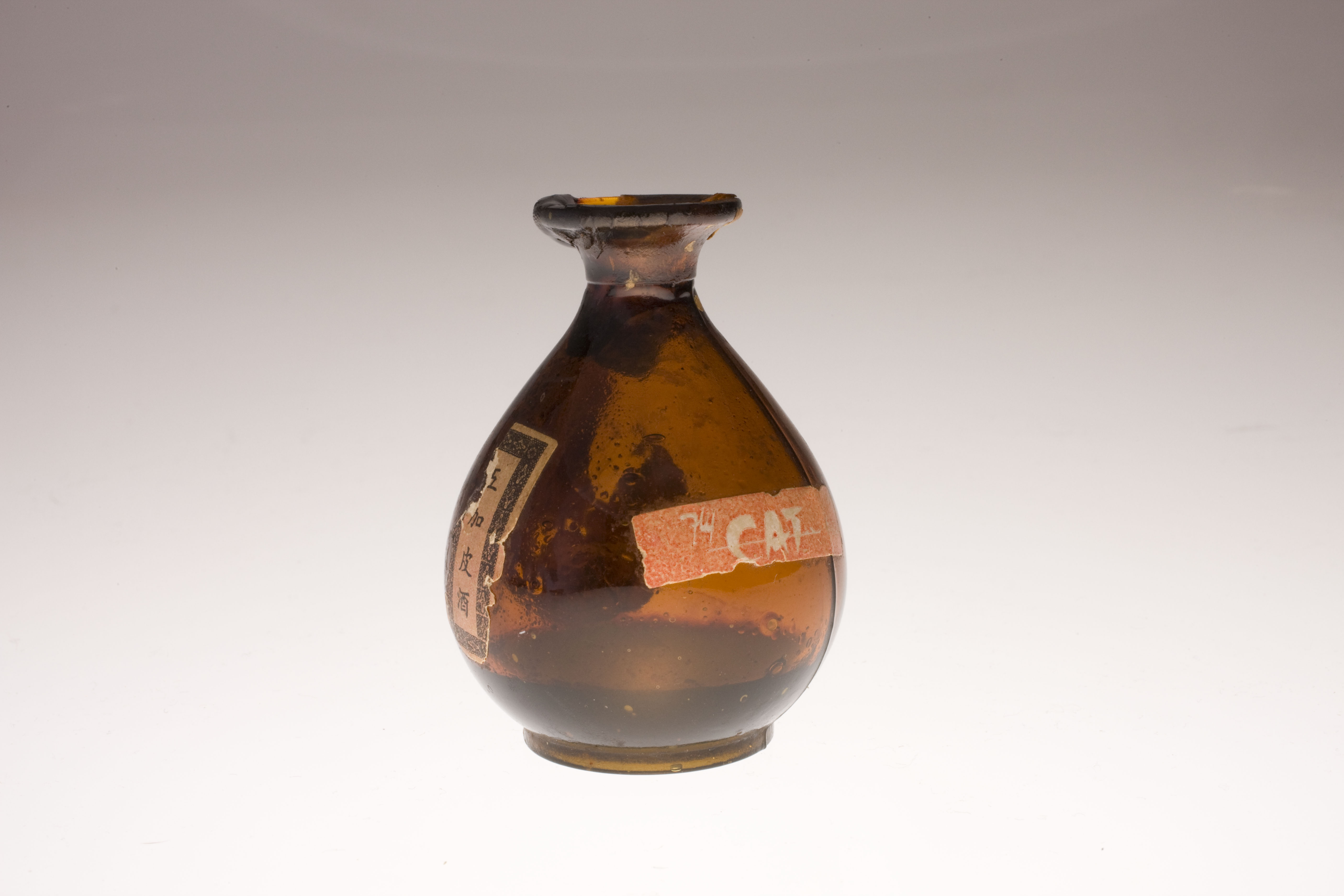
機上餐點的酒壺

## 簡史
第二次世界大戰結束後，因連年戰爭中國國內交通百廢待舉，公路品質不良、水路船隻缺乏，一部分中國政治人士與美國商人相信空運在戰後復興會佔有很重要的地位，其中也包括了美國陸軍航空軍第十四航空隊司令官陳納德，以及他的友人商人魏豪爾（又被稱為「魏老二」）。但是國營的中央航空公司及中國航空公司壟斷了當時的中國航空運輸業，且這些公司都有強硬的政治後台，因此興辦第三間航空公司受到了不少的政治阻力。

1946年3月，中國航空公司在短時間出了兩次空難意外，其中一次導致蔣中正倚重的情報首腦戴笠死亡，在此態勢下，宋子文作為陳納德的協助者向蔣中正提出第三間航空公司的構想與經營計畫，並獲得了蔣的同意。

這間航空公司創設器械是行政院善後救濟總署（行總）在1945年向聯合國善後救濟總署申請援助的1架C-46、1架C-47移交，飛行員則是從前駐華美軍飛行員招募，營運資金除了魏豪爾自籌外，也向聯合國申請了110萬美元的貸款，最初稱為善後救濟總署航空隊（CNRRA Air Transport，C. A. T. ，或稱行總空運隊），在1946年10月25日正式和行政院善後救濟總署簽訂合約檯面化營運，契約為期2年，但最後延長至4年。公司正式掛牌時改稱「交通部民用航空局直轄空運隊」，簡稱「民航空運隊」（Civil Air Transport，CAT），成為中華民國第三間航空公司，號稱是中國第一家私立航空公司。由於名義上是聯合國善後救濟總署的在地業務合作單位，因此民航公司最初的業務是接受善後總署任務赴各地運輸援助物資。

1948年，聯合國善後救濟總署終止了在中國的任務，民運航空隊開始中華民國政府的委託進行軍需與士兵運輸，甚至是戰鬥空投任務。
1949年，中華民國政府播遷台灣，僅有民航空運隊機隊與人員全數跟隨政府遷往海南島與台灣（另外兩間公司的機隊大多飛赴香港，後在中國共產黨運作下發表向中華人民共和國表忠，史稱「兩航事件」），由於中國大陸多半受中華人民共和國所控制，民運航空隊失去了營運航線。

1950年，民航空運隊首次以C-46運輸機開航台灣島內航線，經由陳納德引線，美國中央情報局與美國國防部願意向CAT提出資金援助，換取CAT進行秘密情報作戰之業務。6月28日，CAT開航日本東京與南韓漢城之國際航線，因韓戰爆發，CAT的營運恢復收入。隨後增開香港、大阪、新加坡（經香港、曼谷）等國際航線。

1955年，民航空運隊改組為民航公司，原本公司的部門被拆解為民航空運股份有限公司以及亞洲航空股份有限公司，美方持股49%、中華民國政府持股51%，總部設於台北市中山北路二段46號，分部設於香港、日本東京、泰國曼谷，民航公司的董事長由企業家王文山擔任，亞航公司的董事長由陳納德擔任，公司實際經營仍是由美國人操手，但是檯面上的經營團隊為中國人擔任，以合乎在1952年7月修改民航法規和公司法之規定。
1959年10月，引進康維爾880噴射客機，命名為「超級翠華號」（編號B-1008）。

1960年5月29日，甫辭去大韓民國總統的李承晚与妻子李富兰乘坐民航空運公司包机前往美國夏威夷。

1964年6月20日，CT-106號班機（編號B-908的C-46型飛機）原訂由臺中水湳機場飛往台北松山機場，但起飛後5分鐘即墜毀於台中縣神岡鄉，機上57人全部罹難；受難者當中有許多當時到台灣參加亞洲影展的貴賓，包括新加坡製片人陸運濤夫婦，為臺灣戰後時期第一件空難事故。該事件後來被認定為一起劫機事件，劫機者因劫持不成而將飛行員殺害，從而使飛機墜毀。

1968年2月16日，民航公司的波音727型客機「超級翠華號」（編號B-1018）執行CT-010號班機，從香港啟德機場將飛抵台北松山機場前，因為攔截ILS訊號失敗，在臺北縣林口鄉山區墜毀，21人死亡。同年4月11日，民航公司停止國際航線營運。5月29日，國內線航班轉移給中華航空，公司實質進入停業狀態。

1975年4月30日，越戰結束，美國不再需要以民間公司為掩護，進行特殊空中任務，民航公司的法人股東美國太平洋公司決議解散民航公司，民航公司至此結束營業。

## 使用機種
- 柯蒂斯-萊特公司C-46
- 道格拉斯C-47
- 道格拉斯DC-4
- 道格拉斯DC-6B（翠華號Mandarin Flight）
- 康維爾880（初代超級翠華號Mandarin Jet）
- 波音727（二代超級翠華號Mandarin Jet）

## 通航點
除瓦岱國際機場外，其餘航點皆有客、貨運。
- 啟德機場
- 東京國際機場、大阪國際機場、那霸機場
- 馬尼拉國際機場
- 金浦國際機場
- 臺北松山機場（樞紐）、臺南機場、水湳機場
- 廊曼國際機場
- 瓦岱國際機場（僅貨運）

## 延申阅读
- 1968年2月18日：《聯合報》報導
- 中国民用航空无线电管理规定[永久]